# Thế giới bên kia
Thế giới bên kia, hay lai thế, thế giới sau khi chết (hay sự sống sau khi chết), là một khái niệm để chỉ sự tiếp tục tồn tại ở dạng tinh thần của con người sau khi đã chết ở thế giới vật lý. 

## Theo quan niệm của ngườiPhương Đông

### Quan niệmPhật giáo
Nhiều người tin vào thế giới sau khi chết, là một thế giới khác thế giới chúng ta đang sống vì trên đời này có nhân có quả, gieo nhân nào ắt hẳn gặp quả ấy. Có thể sống trên trần không phải chịu những lỗi lầm do mình gây ra, nhưng mà khi xuống dưới thế giới thứ hai sẽ phải gánh chịu những lỗi lầm mà mình đã gây ra cho người khác, bị dọa đày phải chịu cảnh ngạ quỷ (quỷ đói), súc sinh cho đến chịu hết quả của ác nghiệp mới có cơ hội tái sanh đến cõi người hoặc cõi trời. Nếu những kẻ tội phạm giết người không ghê tay, tuy họ không phải chịu cảnh tù tội, nhưng khi họ chết rồi thì hình phạt của họ sẽ vào vạc dầu, nấu họ cho đến khi hết tội lỗi thì mới được làm người. Vì vậy chúng ta hãy sống đúng để sau này sang thế giới bên kia không phải chịu tội lỗi.

## Theo quan niệm của ngườiPhương Tây

### Quan điểmKitô Giáo
Theo Kitô giáo thì ai sống đúng luật thì sẽ được lên thiên đường. Còn ai phạm tội nặng trước khi chết mà không ăn năn hối cải thì sẽ bị đày đọa xuống địa ngục. Còn ai mắc tội nhẹ hoặc tội nặng mà hối cải thì họ sẽ chịu tội ở luyện ngục rồi họ sẽ được lên thiên đường. Vào ngày cuối cùng của thế giới họ được phán xét lại một lần nữa.